# 關家倫
關家倫（英語：Kwan Ka-lun），香港民主派人士，無政黨聯繫，前香港九龍城區議會黃埔東選區議員。香港中文大學中醫藥學哲學博士、香港中文大學應用流行病學理學碩士、行政長官選舉委員會委員（中醫界別）。中醫本科畢業於香港浸會大學中醫藥學院。在香港電台節目第一台《精靈一點》的《望聞問切》環節講解中醫藥、針灸、養生理論。

## 參與2019年香港區議會選舉
關家倫以獨立候選人身份參選2019年香港區議會選舉黃埔東選區，並與其弟關兆倫建築師及九龍城區議會黃埔西區議員鄺葆賢醫生組成「紅磡黃埔專業團隊」，挑戰立法會議員梁美芬的接班人經民聯李超宇。關當時的政綱包括：
- 關注黃埔海濱及周邊規劃發展
- 跟進紅磡－北角渡輪復航日期
- 要求伊利沙伯醫院原址保留急症全科醫院
- 關注垃圾徵費
- 提升議會居民參與度

選舉期間，關家倫批評梁美芬多年來都未有妥善處理舊巴士總站用地，環境衞生等問題，又炮轟建制派盲撐政府修訂《逃犯條例》，表面聲稱不搞政治，背後就大搞特搞。
在投票日拉票期間，關家倫得到樂隊RubberBand主音六號（繆浩昌）支持，最終關以4,595票勝出，打敗得到3,374票的李超宇。
| 選區   | 編號 | 政黨       | 候選人         | 票數（百分比） |
| ------ | ---- | ---------- | -------------- | -------------- |
| 黃埔東 | 1    | 無政黨背景 | 關家倫（當選） | 4595 (57.66%)  |
| 黃埔東 | 2    | 經民聯     | 李超宇         | 3374 (42.34%)  |

## 外部連結
- 關家倫的Facebook專頁
- 關家倫的Twitter

| 議會席位      | 議會席位                                              | 議會席位    |
| ------------- | ----------------------------------------------------- | ----------- |
| 前任： 梁美芬 | 九龍城區議會黃埔東選區議員 2020年1月1日－2021年7月7日 | 繼任： 懸空 |